# Frans Kramer

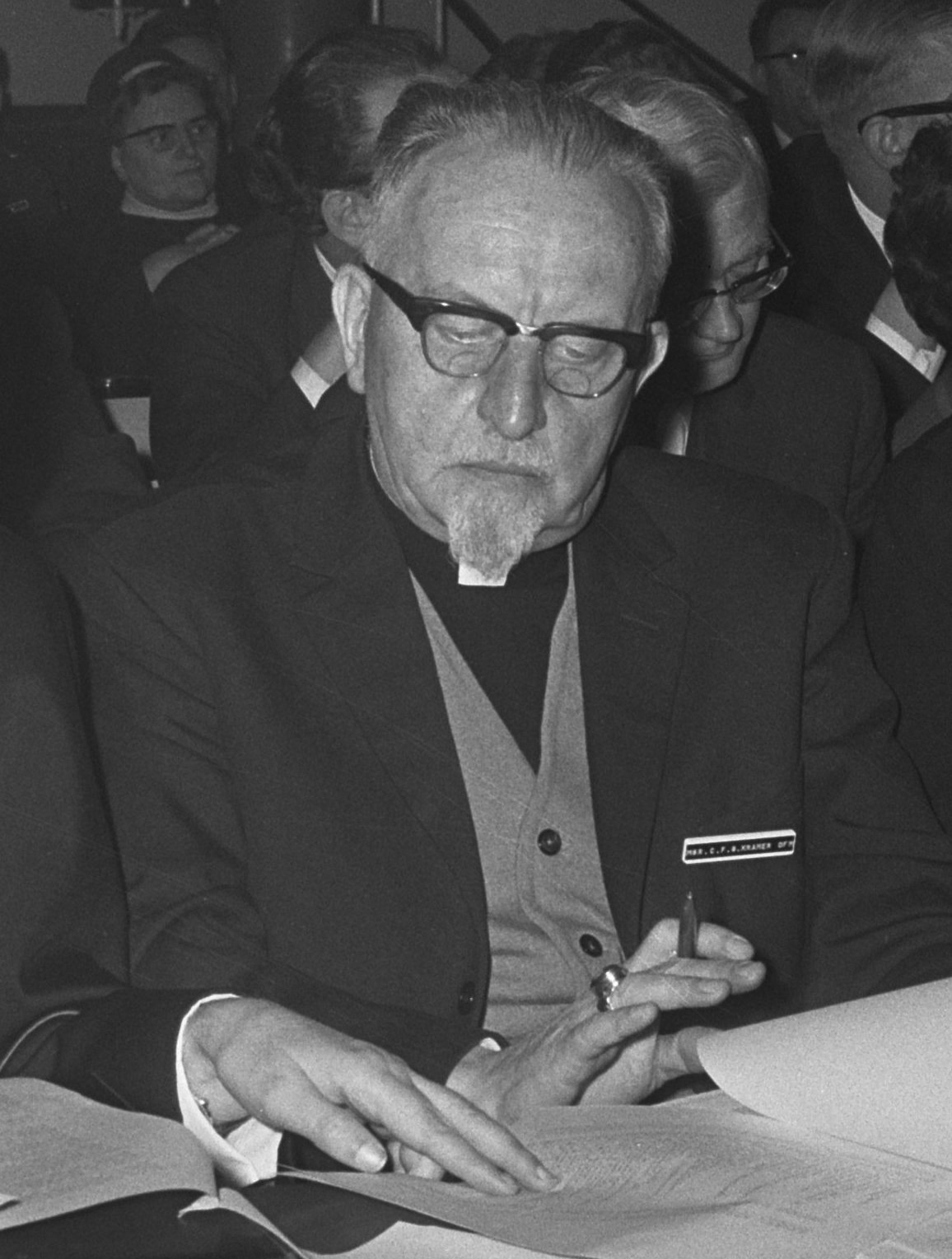
Mgr. Kramer (1969)

Franciscus Gerardus (Frans) Kramer (kloosternaam: Constans) OFM (Oldeclooster, Hartwerd, 3 juni 1903 – Katwijk aan den Rijn, 14 januari 1998) was een Nederlands  geestelijke en een bisschop van de Rooms-Katholieke Kerk.

## Studie en kerkelijke loopbaan
Kramer voltooide in Nederland zijn middelbare studies op Rolduc en verder in Weert bij de franciscanen, bij welke orde hij in 1921 intrad. Hij werd op 18 maart 1928 priester gewijd. Kort daarna werd hij uitgezonden om in China het rooms-katholieke geloof te verspreiden. Hij werd geïnterneerd ten tijde van de Japanse bezetting.
Op 7 februari 1946 werd Kramer benoemd tot apostolisch vicaris van Luanfu en tot titulair bisschop van Europus. Zijn bisschopswijding vond plaats op 25 maart 1946 in Peking, met een Franse, een Belgische en een Nederlandse missiebisschop als voorgangers. Als wapenspreuk koos hij met een toespeling op zijn kloosternaam In magna constantia (In grote volharding) een zinsnede uit het Bijbelboek Wijsheid (5:1). Niet voor niets: twee Nederlandse bisschoppen vóór hem, Ferdinand Hamer CICM in 1900 en Frans Schraven CM in 1937, waren in China vermoord.
Na de communistische revolutie van Mao en het uitroepen van de Volksrepubliek werden Kramer en andere buitenlandse geestelijken gevangengenomen en in 1952 het land uitgezet. Sindsdien leefde Kramer weer in Nederland, in het klooster van de Franciscanen in Katwijk aan den Rijn. Bijna een halve eeuw zou hij een bisschop-in-ballingschap blijven.

## Ballingschap
Tientallen jaren ging bisschop Kramer met lezingen en lichtbeelden het land in om aandacht te vragen voor de benarde situatie van zijn kerk en haar gelovigen in China. Zeker in de jaren vijftig en zestig hadden de Nederlandse bisschoppen nog hun handen vol aan priesterwijdingen en aan andere ceremoniële verplichtingen. Hun werkloze ambtsbroeder in Katwijk bood een veelgevraagde helpende hand als wijbisschop in landelijke dienst.
Toch hield Kramer vast aan zijn droom dat ooit de poorten van China weer open zouden gaan en dat hij zou kunnen terugkeren naar Luanfu (later Lu’an, Changzhi). Om die reden wees hij een beroep af van bisschop Wilhelmus Marinus Bekkers van 's-Hertogenbosch in 1960 om diens hulpbisschop te worden. Bekkers kwam uiteindelijk bij de jonge seminarieprofessor Jan Bluyssen uit, die hem na zijn vroege dood (1966) ook zou opvolgen.

## Na het concilie
Kramer maakte als deelnemer alle vier de sessies mee van het Tweede Vaticaans Concilie in de eerste helft van de jaren zestig.
De stormachtige ontwikkelingen van de RK Kerk in Nederland in de jaren daarna hield Kramer tot op hoge leeftijd goed bij, maar op afstand. Naar Nederland teruggekeerde emeriti-bisschoppen uit Indonesië als Rudolf Staverman OFM en Piet van Diepen OSA of uit Zuid-Afrika Gerard van Velsen OP kon men bijvoorbeeld nog aantreffen als sympathisant bij manifestaties van de progressieve rooms-katholieke Acht Mei Beweging, die alle Nederlandse bisschoppen juist zorgvuldig meden. Ook Kramer hield zich daar verre van.
Bij een val in huis brak de inmiddels hoogbejaarde Kramer in 1998 zijn heup; van een operatie werd afgezien. In China is hij nooit meer terug geweest.